# Ordinul „23 August”

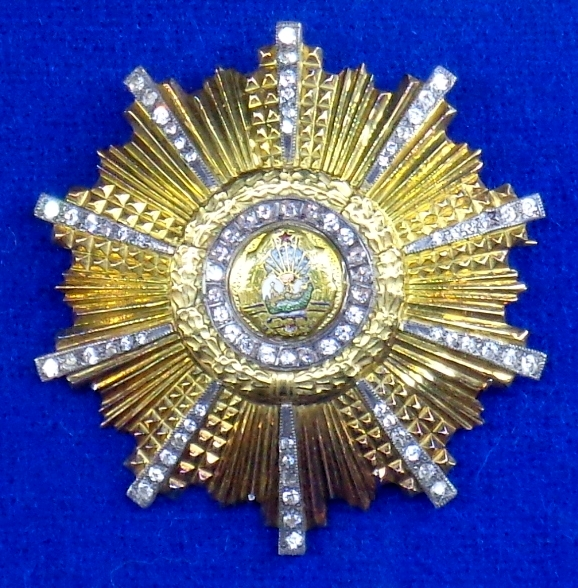
Ordinul 23 August, Clasa I. RSR. Tallinn Museum of Orders din Knighthood, Estonia

Ordinul „23 August” a fost o decorație românească instituită prin decretul Consiliului de Stat al RPR nr. 190 din 3 iunie 1959 (publicat în Buletinul Oficial nr. 16 din 17 iunie 1959) și care avea scopul de a comemora răsturnarea la 23 august 1944 a regimului dictatorial al mareșalului Ion Antonescu de către regele Mihai I al României.
Primele persoane decorate au fost participanții la lovitura de stat din 23 august 1944. Ulterior, Ordinul a fost acordat personalului militar și civil, român și străin, pentru realizări în domeniul științific sau politic, pentru instruire militară, pentru activități administrative și organizatorice, pentru curaj în luptă, precum și pentru servicii aduse clasei muncitoare. Decorarea era făcută prin decret al Consiliului de Stat al RPR și apoi al RSR.

## Descriere
Ordinul „23 August” avea cinci clase cu următoarele însemne:
- clasa I - o stea de aur cu 10 raze împodobită cu diamante (zirconiu); era purtată pe partea stângă a pieptului.
- clasa a II-a - o stea de aur cu 10 raze; era purtată pe partea stângă a pieptului.
- clasa a III-a - o stea de bronz aurit; era purtată agățată de o panglică roșie cu dungi laterale tricolore pe partea stângă a pieptului.
- clasa a IV-a - o stea de bronz argintat; era purtată agățată de o panglică roșie cu dungi laterale tricolore pe partea stângă a pieptului.
- clasa  V-a - o stea de bronz; era purtată agățată de o panglică roșie cu dungi laterale tricolore pe partea stângă a pieptului.

Steaua era confecționată din aur pentru primele două clase și din bronz pentru restul claselor. Ea avea în mijloc un medalion rotund cu stema de stat smălțuită în mijlocul unui inel din frunze de stejar. Pe spatele medaliei se află inscripția: „23 AUGUST”.
Baretele ordinului
|         |              |               |              |             |
| clasa I | clasa a II-a | clasa a III-a | clasa a IV-a | clasa a V-a |

## Beneficii
Decorarea cu acest ordin era însoțită de acordarea unui premiu în bani:
- clasa I - 3.000 lei + patru zile de vacanță plătite suplimentar;
- clasa a II-a - 2.500 lei + trei zile de vacanță plătite suplimentar;
- clasa a III-a - 1.500 lei + două zile de vacanță plătite suplimentar;
- clasa a IV-a - 1.000 lei;
- clasa  V-a - 500 de lei.

## Vezi și
- Persoane decorate cu Ordinul „23 August”